# Liste des épisodes de Ippo

Cet article contient la liste des épisodes de l'adaptation en anime du manga Ippo. La première saison est diffusée entre octobre 2000 et mars 2002, la deuxième nommée Hajime no Ippo: New Challenger est diffusée entre janvier et juin 2009, et la troisième saison nommée Hajime no Ippo: Rising est diffusée depuis octobre 2013.

## Liste des épisodes

### Première saison:Hajime no Ippo: Ippo le Challenger
| No | Titre français                                                | Titre japonais               | Titre japonais                        | Date de 1re diffusion |
| No | Titre français                                                | Kanji                        | Rōmaji                                | Date de 1re diffusion |
| -- | ------------------------------------------------------------- | ---------------------------- | ------------------------------------- | --------------------- |
| 1  | The First Step (Le premier pas)                               |                              | The First Step                        | 3 octobre 2000        |
| 2  | Le fruit des efforts                                          | 努力の成果                   | Doryoku no seika                      | 10 octobre 2000       |
| 3  | Les larmes de plaisir                                         | うれし涙                     | Ureshi namida                         | 17 octobre 2000       |
| 4  | Shadow Boxing                                                 | シャドーボクシング           | Shadoo bokushingu                     | 24 octobre 2000       |
| 5  | 3 mois pour contrer le contre                                 | カウンターへの三ヶ月         | Kauntaa he no mitsuki                 | 31 octobre 2000       |
| 6  | L'Heure de la Revanche                                        | 再戦のゴング                 | Saisen no gongu                       | 7 novembre 2000       |
| 7  | Le Centimètre Dévastateur                                     | 1cmの破壊力                  | 1cm no hakairyoku                     | 14 novembre 2000      |
| 8  | Promesses de Retrouvailles                                    | 再会の約束                   | Saikai no yakusoku                    | 21 novembre 2000      |
| 9  | Licence de Catégorie C                                        | C級ライセンス                | C kyuu raisensu                       | 28 novembre 2000      |
| 10 | Premier Match                                                 | デビュー                     | Debyuu                                | 5 décembre 2000       |
| 11 | Obsession de Victoire                                         | 勝利の執念                   | Shouri no shuunen                     | 12 décembre 2000      |
| 12 | Une Brusque Déclaration d'Amitié                              | 手荒なダチ宣言               | Teara na dachi sengen                 | 19 décembre 2000      |
| 13 | Lever de Rideau sur le Tournoi National Espoir Conférence EST | 開幕、東日本新人王戦         | Kamaku, Higashinihon shinjin ou ikusa | 26 décembre 2000      |
| 14 | Bras Surpuissant ! Crochet VS Uppercut !                      | 強腕！フックvsアッパー！     | Kyou ude! Fukku vs appaa!             | 9 janvier 2001        |
| 15 | Concours d'Endurance                                          | 我慢くらべ                   | Gaman kurabe                          | 16 janvier 2001       |
| 16 | Pressentiment d'un Combat Intense !                           | 激戦の予感                   | Gekisen no yokan                      | 23 janvier 2001       |
| 17 | Ippo à la Plage                                               | イッポ・オン・ザ・ビーチ     | Ippo on za biichi                     | 30 janvier 2001       |
| 18 | Accrochage                                                    | クリンチ                     | Kurinchi                              | 6 février 2001        |
| 19 | Rêve de K.O.                                                  | KOの夢                       | KO no yume                            | 13 février 2001       |
| 20 | La Menace du Shotgun                                          | ショットガンの驚異           | Shotto gan no kyoui                   | 20 février 2001       |
| 21 | Le Moyen de Vaincre un Génie                                  | 天才攻略の道                 | Tensai kouryaku no michi              | 27 février 2001       |
| 22 | En Avant ! En Avant !!                                        | 前へ！前へ！！               | Zen he! Zen he!!                      | 6 mars 2001           |
| 23 | L'Autre Demi-Finale                                           | もう一つの準決勝             | Mouhitotsu no junkesshou              | 13 mars 2001          |
| 24 | A l'Endroit de la Promesse                                    | 約束の場所（リング）へ…      | Yakusoku no basho (ringu) he...       | 20 mars 2001          |
| 25 | Les Sentiments de Chacun                                      | それぞれの想い               | Sorezore no omoi                      | 27 mars 2001          |
| 26 | Combat pour la Distance                                       | 距離の攻防                   | Kyori no koubou                       | 3 avril 2001          |
| 27 | Combat à Mort                                                 | 死闘                         | Shitou                                | 10 avril 2001         |
| 28 | Victoire ou Défaite                                           | 勝敗                         | Shouhai                               | 17 avril 2001         |
| 29 | Le Rocky de Naniwa                                            | 浪速のロッキー               | Naniwa no Rokkii                      | 24 avril 2001         |
| 30 | En Territoire Ennemi                                          | 敵地へ                       | Tekichi he                            | 1er mai 2001          |
| 31 | Sur les Traces des Combats Intenses                           | 激闘の足跡                   | Gekitou no ashiato                    | 8 mai 2001            |
| 32 | Frappe avec ta Droite !                                       | 右を打て！                   | Migi wo ute!                          | 15 mai 2001           |
| 33 | La Menace du Smash                                            | スマッシュの威圧             | Sumasshu no iatsu                     | 22 mai 2001           |
| 34 | Le Champion des Espoirs                                       | 新人王                       | Shinjin ou                            | 29 mai 2001           |
| 35 | Un Autre Départ                                               | さらなる旅立ち               | Saranaru tabidachi                    | 5 juin 2001           |
| 36 | Confrontation avec le Roi                                     | 王者との出会い               | Ouja to no deai                       | 12 juin 2001          |
| 37 | Un Objectif Ambitieux                                         | 目指すもの                   | Mezasu mono                           | 19 juin 2001          |
| 38 | Les Deux Espoirs                                              | 二人の新人王                 | Futari no shinjin ou                  | 27 juin 2001          |
| 39 | Défi En Terre Étrangère                                       | 異国での挑戦                 | Ikoku de no chousen                   | 4 juillet 2001        |
| 40 | Un Contre qui Surpasse un Contre                              | カウンターを超えたカウンター | Kauntaa wo koeta kauntaa              | 11 juillet 2001       |
| 41 | Le Combat De Geromichi                                        | ゲロ道の戦い                 | Geromichi no tatakai                  | 18 juillet 2001       |
| 42 | Des Rêves en Commun                                           | 夢への共感                   | Yume he no kyoukan                    | 25 juillet 2001       |
| 43 | Speed Star                                                    |                              | THE SPEED STAR                        | 1er août 2001         |
| 44 | Un angle mort sur le ring                                     | リングの死角                 | Ringu no shikaku                      | 8 août 2001           |
| 45 | Les Crocs Blancs du Loup                                      | 狼の白い牙                   | Ookami no shiroi kiba                 | 15 août 2001          |
| 46 | Deviens une Gazelle !                                         | かもしかになれ！             | Kamoshikani nare!                     | 22 août 2001          |
| 47 | Esprit Combatif                                               | 秘められた闘志               | Himerareta toushi                     | 29 août 2001          |
| 48 | Le Loup Rouge                                                 | 赤い狼                       | Akai ookami                           | 5 septembre 2001      |
| 49 | Le Courage d'y Croire                                         | 信頼する勇気                 | Shinrai suru yuuki                    | 19 septembre 2001     |
| 50 | Un Message à Transmettre                                      | 伝えたいこと                 | Tsutaetai koto                        | 26 septembre 2001     |
| 51 | Une Sortie en Groupe                                          | 合コン                       | Goukon                                | 3 octobre 2001        |
| 52 | Challenger                                                    | 挑戦者                       | Chouseensha                           | 10 octobre 2001       |
| 53 | Pour redevenir moi-même                                       | 俺が俺であるために           | Ore ga ore de aru tame ni             | 17 octobre 2001       |
| 54 | Le Poing du Roi                                               | 王者の拳                     | Ouja no kobushi                       | 24 octobre 2001       |
| 55 | Match pour le titre national catégorie poids plume            | 日本フェザー級タイトルマッチ | Nihon fezaakyuu taitoru matchi        | 31 octobre 2001       |
| 56 | La Puissance face à un mur                                    | 立ちはだかる力               | Tachihadakaru chikara                 | 7 novembre 2001       |
| 57 | Épreuve de Force                                              | 決着                         | Ketchaku                              | 14 novembre 2001      |
| 58 | Un Cœur Brisé                                                 | 傷心                         | Shoushin                              | 21 novembre 2001      |
| 59 | Une Volonté de Fer                                            | 決意のまなざし               | Ketsui no manazashi                   | 28 novembre 2001      |
| 60 | Rivaux                                                        | ライバル                     | Raibaru                               | 5 décembre 2001       |
| 61 | L'anxiété du Retour                                           | 再起への不安                 | Saiki he no fuan                      | 12 décembre 2001      |
| 62 | Le Chemin du Retour                                           | 復活                         | Tukkatsu                              | 19 décembre 2001      |
| 63 | Jeunesse Ardente                                              | 炎の青春                     | Honou no seishun                      | 26 décembre 2001      |
| 64 | La belle époque                                               | 熱中時代                     | Netchuu jidai                         | 9 janvier 2002        |
| 65 | Le Camp d'été de la Troupe Kamogawa                           | 鴨川軍団の夏                 | Kamogawa gundan no natsu              | 16 janvier 2002       |
| 66 | Les Larmes de Takamura                                        | 鷹村さんの涙                 | Takamura-san no namida                | 23 janvier 2002       |
| 67 | Le Club Kamogawa sur le Pied de Guerre                        | 動き出す鴨川ジム             | Ugokidasu Kamogawa jimu               | 30 janvier 2002       |
| 68 | La Crise du Coach                                             | 会長の危機                   | Kaichou no kiki                       | 6 février 2002        |
| 69 | Le Piège du Gaucher                                           | サウスポーの罠               | Sausupoo no wana                      | 13 février 2002       |
| 70 | Un Petit Voyou                                                | ごんたくれ                   | Gontakure                             | 20 février 2002       |
| 71 | L'Heure du Combat                                             | 決戦の刻                     | Kessen no kiza                        | 27 février 2002       |
| 72 | LALLAPALLOOZA                                                 | ララパルーザ                 | Raraparuuza                           | 6 mars 2002           |
| 73 | Surpasser le Passé                                            | あの時を超えろ               | Ano toki wo koero                     | 13 mars 2002          |
| 74 | Amalgame                                                      | ミックスアップ               | Mikkusu appu                          | 20 mars 2002          |
| 75 | En route pour la prochaine étape                              | さらなる一歩を               | Satanaru ippo wo                      | 27 mars 2002          |
| 76 | Le Poing du Boxeur                                            | ボクサーの拳                 | Bokusaa no kobushi                    | 27 mars 2002          |

### Deuxième saison:Hajime no Ippo: New Challenger
| No       | Titre français                                       | Titre japonais               | Titre japonais                    | Date de 1re diffusion |
| No       | Titre français                                       | Kanji                        | Rōmaji                            | Date de 1re diffusion |
| -------- | ---------------------------------------------------- | ---------------------------- | --------------------------------- | --------------------- |
| 1 (77)   | Un nouveau départ                                    | 新たなる一歩                 | Arata Naru Ippo                   | 6 janvier 2009        |
| 2 (78)   | Bloody Cross                                         | Bloody cross-血の十字架-     |                                   | 13 janvier 2009       |
| 3 (79)   | Vers le lieu promis                                  | 約束の場所へ                 | Yakusoku no Basho e               | 20 janvier 2009       |
| 4 (80)   | La découverte du niveau mondial                      | 世界への胎動                 | Sekai e no Taidō                  | 27 janvier 2009       |
| 5 (81)   | Niveau mondial                                       | 世界の力                     | Sekai no Chikara                  | 3 février 2009        |
| 6 (82)   | Le talonner coûte que coûte                          | 追い続ける背中               | Oi Tsudukeru Senaka               | 10 février 2009       |
| 7 (83)   | La venue du démon                                    | 悪魔の降臨                   | Akuma No Kōrin                    | 17 février 2009       |
| 8 (84)   | Le coup de toute une vie                             | 魂の一撃                     | Tamashii no Ichigeki              | 24 février 2009       |
| 9 (85)   | Les qualités requises du successeur                  | 受け継ぐ資格                 | Uketsugu Shikaku                  | 3 mars 2009           |
| 10 (86)  | Parti pour perdre                                    | 噛ませ犬                     | Kama Se Inu                       | 10 mars 2009          |
| 11 (87)  | Ippo vs Hammer Nao                                   | 一歩vsハンマーナオ           | Ippo v. Hamma Nao                 | 17 mars 2009          |
| 12 (88)  | Les qualités requises pour être professionnel        | プロの条件                   | Puro no Jōken                     | 24 mars 2009          |
| 13 (89)  | Ippo on the beach (Ippo à la plage) 2                | イッポ·オン·ザ·ビーチ2       | Ippo on za Biichi 2               | 31 mars 2009          |
| 14 (90)  | Deux matchs d'entraînement                           | 二つのスパーリング           | Futatsu no Supaaringu             | 7 avril 2009          |
| 15 (91)  | Premier match pour Itagaki                           | 板垣デビュー戦!              | Itagaki Debyū Sen!                | 15 avril 2009         |
| 16 (92)  | Les deux aigles                                      | 2羽の鷹                      | 2 Hane no Taka                    | 21 avril 2009         |
| 17 (93)  | Fougueuse jeunesse                                   | 野性児                       | Yasei Ji                          | 28 avril 2009         |
| 18 (94)  | Régime                                               | 極限の減量                   | Kyokugen no Genryō                | 5 mai 2009            |
| 19 (95)  | Situation critique                                   | 一触即発                     | Isshokusokuhatsu                  | 12 mai 2009           |
| 20 (96)  | Match pour le titre W.B.C. catégorie super mi-moyens | 世界J·ミドル級タイトルマッチ | Sekai J. Midoru Kyū Taitorumacchi | 19 mai 2009           |
| 21 (97)  | Battle of Hawk !                                     |                              | Battle of Hawk!                   | 26 mai 2009           |
| 22 (98)  | Bagarre de rue                                       | ケンカバトル                 | Kenka Battoru                     | 2 juin 2009           |
| 23 (99)  | Encouragements                                       | 支える手                     | Sasaeru Te                        | 9 juin 2009           |
| 24 (100) | Le roi                                               | 王様                         | Ou-sama                           | 16 juin 2009          |
| 25 (101) | Une statue pour la gloire                            | 銅像をどうぞ                 | Douzou wo Douzo                   | 23 juin 2009          |
| 26 (102) | New Challenger                                       |                              |                                   | 30 juin 2009          |

### Troisième saison:Hajime no Ippo: Rising
| No       | Titre français                                       | Titre japonais                     | Titre japonais                      | Date de 1re diffusion |
| No       | Titre français                                       | Kanji                              | Rōmaji                              | Date de 1re diffusion |
| -------- | ---------------------------------------------------- | ---------------------------------- | ----------------------------------- | --------------------- |
| 1 (103)  | Le Meilleur Challenger                               | 最強の挑戦者                       | Saikyō no Chōsen-sha                | 5 octobre 2013        |
| 2 (104)  | Le Dempsey Roll vaincu                               | デンプシーロール破り               | Denpushī Rōru Yaburi                | 12 octobre 2013       |
| 3 (105)  | Le Combat d'une Femme                                | 女の闘い                           | Onna no Tatakai                     | 19 octobre 2013       |
| 4 (106)  | La Déesse de la Victoire                             | 勝利の女神                         | Shōri no Megami                     | 26 octobre 2013       |
| 5 (107)  | 100 % Pur Bluff                                      | 100％のフェイク                    | 100% no Feiku                       | 2 novembre 2013       |
| 6 (108)  | La Distance Entre la Gloire et Moi                   | 栄光までの距離                     | Eikō made no Kyori                  | 9 novembre 2013       |
| 7 (109)  | Le Champion En Mousse                                | チーズチャンピオン                 | Chīzu Chanpion                      | 16 novembre 2013      |
| 8 (110)  | Le Chien Fou Et Le Loup Rouge                        | 飢えた狂犬、赤い狼                 | Ueta Kyōken, Akai Ōkami             | 23 novembre 2013      |
| 9 (111)  | Un Scénario Démoniaque                               | 悪魔のシナリオ                     | Akuma no Shinario                   | 30 novembre 2013      |
| 10 (112) | Le Visage De La Détermination                        | 決断の表情（カオ）                 | Ketsudan no Hyōjō (Kao)             | 7 décembre 2013       |
| 11 (113) | Un Challenger sans peur                              | 不敵な挑戦者                       | Futeki na Chōsensha                 | 28 décembre 2013      |
| 12 (114) | L'Anti-Dempsey Perfectionné                          | 完全なるデンプシー破り             | Kanzen Naru Denpushī Yaburi         | 4 janvier 2014        |
| 13 (115) | Un Poing Qui Te Touche                               | 活人の拳                           | Katsujin no Ken                     | 4 janvier 2014        |
| 14 (116) | Mots de Pouvoir                                      | 力の出る言葉                       | Chikara no Deru Kotoba              | 11 janvier 2014       |
| 15 (117) | Une Tempête S'Abat Sur Le Bateau De Pêche Makunouchi | 風雲！釣り船幕之内！！             | Fūun! Tsurifune Makunouchi!!        | 18 janvier 2014       |
| 16 (118) | L'Aigle d'Or                                         | 黄金の鷲                           | Kogane no Washi                     | 25 janvier 2014       |
| 17 (119) | Le Choc d'Eleki et la Noix de Papaya                 | デンゲキエレキとココナッツパパイヤ | Dengeki Ereki to Kokonattsu Papaiya | 1er février 2014      |
| 18 (120) | Le Nouveau Contre Inachevé                           | 未完の新型カウンター               | Mikan no Shingata Kauntā            | 8 février 2014        |
| 19 (121) | Le Faucon contre l'Aigle                             | 鷹VS鷲                             | Taka vs Washi                       | 15 février 2014       |
| 20 (122) | Une Leçon Jamais Oubliée                             | 忘れられない教え                   | Wasurerarenai Oshie                 | 22 février 2014       |
| 21 (123) | La Fin d'un Combat À Mort                            | 死闘の果てに                       | Shitō no Hate ni                    | 1er mars 2014         |
| 22 (124) | Une Fleur d'Espoir                                   | 希望の花                           | Kibō no Hana                        | 8 mars 2014           |
| 23 (125) | Le Courage De Vivre                                  | 生きる勇気                         | Ikiru yūki                          | 15 mars 2014          |
| 24 (126) | Un Poing De Fer                                      | 鉄拳                               | Tekken                              | 22 mars 2014          |
| 25 (127) | Un Vœu                                               | 誓い                               | Chikai                              | 29 mars 2014          |